# 선씀바귀속
선씀바귀속(Ixeris)은 국화과의 한 속이다.

## 주요 종
- 갯씀바귀 Ixeris repens (L.) A.Gray : 손바닥 모양 잎이 3~5장 모여 난다.
- 벌씀바귀 Ixeris polycephala Cass. : 줄기잎의 밑 모양이 귀 모양이다.
- 좀씀바귀 Ixeris stolonifera A.Gray : 잎자루가 잎몸보다 길다.
- 벋음씀바귀 Ixeris debilis (Thunb.) A.Gray : 줄기가 바닥을 긴다.
- 냇씀바귀 Ixeris tamagawaensis (Makino) Kitam. : 뿌리에서 나는 잎이 선 모양이고, 잎자루가 없다.
- 선씀바귀 Ixeris strigosa (H.Lev. & Vaniot) J.H.Pak & Kawano : 뿌리에서 나는 잎이 거꾸로 된 바소꼴이고, 잎자루가 있다.
- 노랑선씀바귀 Ixeris chinensis (Thunb.) Nakai : 선씀바귀와 비슷하나 꽃이 노란색이다.
- 가새씀바귀 Ixeris chinensis subsp. versicolor (Fisch.) Kitam.
- 함흥씀바귀 Ixeris chinodebilis Kitam.

## 참고 자료
- 이상태, 《한국식물검색집》(아카데미서적, 1997)